# 363

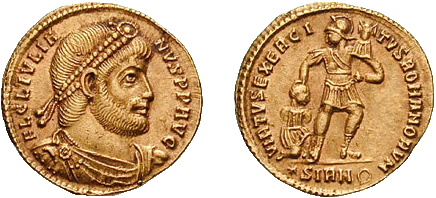
Keizer Julianus Apostata op een gouden solidus

Het jaar 363 is het 63e jaar in de 4e eeuw volgens de christelijke jaartelling.

## Gebeurtenissen

### Perzië
- 5 maart - Keizer Julianus Apostata vertrekt uit Antiochië met een expeditieleger (90.000 man) en steekt bij Hierapolis met een pontonbrug de Eufraat over. Procopius valt met een tweede legermacht (30.000 man) Armenië binnen.
- 29 mei - Julianus bereikt de Perzische hoofdstad Ctesiphon. Koning Shapur II vermijdt een confrontatie en past de tactiek van de verschroeide aarde toe. Door voedselgebrek moeten de Romeinen zich terugtrekken langs de Tigris.
- 26 juni - Julianus raakt bij Samarra tijdens een schermutseling dodelijk gewond en overlijdt korte tijd later. Jovianus, commandant van de Keizerlijke Garde, wordt door de Romeinse legioenen tot keizer (augustus) uitgeroepen.
- Keizer Jovianus sluit een onvoordelige vrede met het Perzische Rijk, hij moet hierbij Armenië en vijf Romeinse provincies in Mesopotamië afstaan aan Shapur II.
- Koning Shapur II verplaatst het Perzische leger naar het Oosten, waar de Witte Hunnen zijn rijk bedreigen. Tevens versterkt hij de fortificaties langs de Eufraat.

### Syrië
- 19 mei - De handelsstad Petra (Jordanië) wordt door een zware aardbeving verwoest.
- Verovering van Nisibis door Perzië.

### Italië
- In Rome wordt de tempel van Apollo Palatinus afgebroken.

### Japan
- Het Japanse Yamato Rijk heerst gedurende drie eeuwen over Korea (tot 662). Het hoofdstedelijke gebied breidt zich uit rond Kyoto en Osaka.

## Geboren
- Blaesilla, Romeinse heilige (overleden 383)
- Sulpicius Severus, christelijk schrijver

## Overleden
- Bibiana, heilige en martelares
- 26 juni – Julianus Apostata (31), keizer van het Romeinse Rijk
- Viola, heilige en martelares